# نلیجن، نیو ساوت ولز
نلیجن (به انگلیسی: Nelligen) یک منطقهٔ مسکونی در استرالیا است که در نیو ساوت ولز واقع شده‌است.